# Xinfa (socken i Kina, Heilongjiang)
Xinfa (kinesiska: 新发, 新发乡) är en socken i Kina. Den ligger i provinsen Heilongjiang, i den nordöstra delen av landet, omkring 300 kilometer norr om provinshuvudstaden Harbin.
Genomsnittlig årsnederbörd är 915 millimeter. Den regnigaste månaden är juli, med i genomsnitt 295 mm nederbörd, och den torraste är februari, med 8 mm nederbörd.